# República de Dahomey
La República de Dahomey (francès: République du Dahomey), o simplement conegut com Dahomey, va ser un estat desaparegut establert el 4 de desembre de 1958 com a colònia autònoma dins de la Comunitat Francesa. Abans d'assolir l'autonomia, havia estat la colònia del Dahomey francès, part de la Unió Francesa. L'1 d'agost de 1960 va aconseguir la independència total de França.
El 1975, el país va ser rebatejat com amb el nom actual de Benín, prenent el nom de la Badia de Benín (que a més pren el nom de l'antic Imperi de Benín, que governava Benin City, a l'actual Nigèria), ja que el nom "Benín" era considerat com políticament neutral per representar a totes les ètnies del país, mentre que el nom "Dahomey" recordava al Regne de Dahomey, dominat per l'ètnia Fons.

## Història
La República de Dahomey es va independitzar de França l'1 d'agost de 1960. En paraules de l'historiador Martin Meredith, el jove país "estava marcat per totes les dificultats imaginables: una petita franja de territori que sobresortia cap a l'interior de la costa, molt densament poblada, insolvent i assetjada per divisions tribals, un enorme deute públic, atur, vagues freqüents i una lluita inacabable pel poder entre tres líders polítics rivals".  Aquests rivals eren Justin Ahomadégbé-Tomêtin, que dominava les regions del sud i centre del país, Sourou-Migan Apithy, que dominava el sud-est, i Hubert Maga, que controlava el nord. 
Amb la independència, Maga es va convertir en el primer president del Dahomey. Una crisi política de 1958, pocs anys abans de la independència, havia fet que el Moviment Democràtic Dahomeià, partit polític de Maga s'unís a un govern de coalició, amb una crisi posterior que va portar a Maga a convertir-se en el cap de govern l'abril de 1959. Aquest compromís, però, no va poder resoldre els problemes de Dahomey, i l'octubre de 1963 va esclatar un aixecament, que va culminar amb un cop d'estat i la substitució de Maga com a president per Apithy. Això tampoc va aconseguir l'estabilitat, i Apithy va ser destituïda en un altre cop d'estat, el desembre de 1965.
Després d'un cop d'estat de 1965, el coronel Christophe Soglo es va proclamar president. Veterà de l'exèrcit francès, s'autodefinia com un "Charles de Gaulle dahomeià", prohibint tota activitat política amb l'objectiu declarat d'estabilitzar el país. De fet, el domini civil es va restaurar el 1968, però els conflictes dels anys anteriors va fer que l'exèrcit continués sent un actor clau en la política dahomeiana, amb presidents civils debent el seu poder als seus partidaris militars. L'octubre de 1972, un cop d'estat (el cinquè en la història del país) liderat per Mathieu Kérékou va destituir un govern civil (que havia estat encapçalat per un triumvirat format per Ahomadégbé, Apithy i Maga). Kérékou continuaria proclamant el seu suport al marxisme-leninisme, declarant la fi de la República de Dahomey i l'establiment de la República Popular de Benín el 30 de novembre de 1975.

## En el cinema
Dahomey va ser escollit com l'escenari per a alguns dels llocs de rodatge de la pel·lícula The Comedians de 1967, amb un repartiment d'estrelles que incloïa Richard Burton, Elizabeth Taylor, Lillian Gish, James Earl Jones, Roscoe Lee Browne, Alec Guinness, Raymond St. Jacques, Gloria Foster, Zakes Mokae, Paul Ford, Georg Stanford Brown, Peter Ustinov, Douta Seck i Cicely Tyson. La pel·lícula és la història d'una aventura adúltera, situada en el teló de fons d'Haití durant la dictadura de François Duvalier (conegut com a Papa Doc). Dahomey s'assemblava a Haití en molts aspectes, tant geogràficament com culturalment, i era més segur rodar la pel·lícula allà que a Haití.